# Покорение дворца Яньси
Покорение дворца Яньси (кит. 延禧攻略) — китайский сериал (дорама) 2018—2019 годов. Стал весьма популярен, кроме Китая демонстрировался в Канаде, США, Камбодже,  Японии, Вьетнаме, Монголии и других странах.

## Сюжет
Китай XVIII столетия. У власти династия Цин. Юная служанка вместе с другими проходит в Запретном городе состязания, призванные выявить лучших, которые, если им повезёт, смогут однажды стать императорскими наложницами. Но, в отличие от других девушек, главную героиню привело ко двору желание расследовать убийство старшей сестры.

## Инцидент
Во время показа сериала гнев китайских пользователей вызвало размещение части ещё не демонстрировавшихся серий на вьетнамском сайте. Для доступа к ним сайт требовал «правильно» (то есть по вьетнамской версии) ответить на вопрос о территориальной принадлежности Парасельских островов.

## Награды
5th Hengdian Film and TV Festival of China за лучшие сериал и актрису. Ряд номинаций.